# Tini titánok a Tini titánok ellen
Tini titánok a Tini titánok ellen vagy Tini titánok, harcra fel! a Tini titánok ellen (eredeti cím: Teen Titans Go! vs. Teen Titans) 2019-ben bemutatott amerikai 2D-s számítógépes animációs szuperhősfilm, amelyet Jeff Mednikow rendezett. A film a 2003-as Tini titánok rajzfilmsorozat és a Tini titánok, harcra fel! crossovere, az eseménye a Tini titánok, harcra fel! ötödik évadában és a Tini titánok ötödik évada után játszódik.
Amerikában 2019. július 21-én a San Diego Comic-Con-on mutatták be, majd 2019. szeptember 24-én vált elérhető az interneten digitális formában, 2019. október 15-én pedig DVD-n és Blu-ray-n is megjelent. 2020. február 17-én mutatták be az amerikai Cartoon Networkön. Magyarországon 2022. március 5-én vetítették le a Cartoon Networkön, az HBO Max-n pedig 2023. július 22-én vált elérhetővé.
Ez volt Robert Morse utolsó filmes szerepe a 2022-ben bekövetkezett halála előtt.

## Szereplők
| Szerep           | Eredeti hang             | Magyar hang                    |
| ---------------- | ------------------------ | ------------------------------ |
| Robin            | Scott Menville           | Előd Álmos                     |
| Éjszárny         | Sean Maher               | Előd Álmos                     |
| Csillagfény      | Hynden Walch             | Csuha Bori                     |
| Cyborg           | Khary Payton             | Dózsa Zoltán Szabó Máté (ének) |
| Raven            | Tara Strong              | Nemes Takách Kata              |
| Gézengúz         | Greg Cipes               | Szalay Csongor                 |
| Trigon / Hexagon | Kevin Michael Richardson | Varga Gábor                    |
| Játékmester      | Rhys Darby               | Fekete Zoltán                  |
| Úriember szellem | “Weird Al” Yankovic      | Kisfalusi Lehel                |
| Darkseid         | “Weird Al” Yankovic      | Baráth István                  |
| Télapó           | Robert Morse             | Pusztaszeri Kornél             |
| Télanyó          | Grey Griffin             |                                |
| Bankpénztáros    | Grey Griffin             |                                |